# Heroes of Newerth
Heroes of Newerth (с англ. — «Герои Новоземья», сокращенно HoN) — компьютерная многопользовательская командная игра в жанре MOBA, разрабатывалась Frostburn Studios.

## Особенности игры
- Постоянные обновления расширяют возможности игры и делают геймплей более разнообразным. Добавляются новые герои, предметы, режимы игры и карты для сражений.
- Во внутриигровом магазине люди могут совершать покупки за реальные деньги и внутриигровую валюту. Все покупаемые предметы носят исключительно косметический характер и не влияют на баланс игры.
- Реализована система защиты от пользователей, покидающих игру непосредственно во время сражения — игроки, покидающие более 5 % матчей, могут играть только с такими же, как и они. При случайном сбое соединения возможно повторное подключение к существующей игре.
- Функция голосового общения с товарищами по команде позволяет сделать сражения более интересными и слаженными.

## Геймплей
Геймплей игры схож c DotA (часть героев и предметов изначально представляли собой точную копию). На данный момент, после множества обновлений, появились десятки совершенно новых героев и предметов, придуманных разработчиками HoN, а многие старые сильно изменились по сравнению со своими DotA-аналогами.
Каждый игрок в HoN (максимум 10 игроков 5 на 5) управляет одним персонажем и основное внимание уделяется управлению и развитию этого персонажа, а игровой процесс основан на командном взаимодействии (тимплей, от англ. teamplay), то есть один игрок вряд ли сможет самостоятельно привести к победе всю команду. Командная игра, правильный подбор героев и артефактов очень важны в HoN, и это добавляет игре интереса. На данный момент в HoN более 130 уникальных героев. При этом продолжается разработка новых героев и балансировка уже существующих.

## Карта
Основная карта в HoN представляет собой большую локацию с лесами, горами (или подобием их), рекой, пересекающей карту с северо-запада на юго-восток, и с основными дорогами, по которым передвигаются войска, управляемые компьютером. В левом нижнем углу карты (юго-запад) находится лагерь «света» («Легион», англ. «The Legion»), в правом верхнем (северо-восток) — лагерь «тьмы» («Преисподняя», англ. «The Hellbourne»). Обе базы защищены башнями, которые стоят на каждой из трёх основных дорог к базе. В центре каждой базы располагается главное здание — «World Tree» у Legion и «Sacrificial Shrine» у Hellbourne. Проигрывает та команда, которая потеряла главное здание или сдалась.
С каждой из баз каждые 30 секунд по трём проходам (верх, центр и низ) идут управляемые компьютером солдаты — «крипы» (англ. creeps). Крипы становятся сильнее на той линии, где были разрушены вражеские казармы по производству этих крипов (Ranged Barracks и Melee Barracks).
Ещё один тип юнитов, участвующих в игре, — нейтральные крипы (англ. Neutral Creeps). Эти юниты периодически (каждые 60 сек) появляются в лесу на каждой стороне карты в строго определённых местах (лагерях). Нейтральные крипы контролируются компьютером и не принадлежат ни к одной стороне. Нейтральные крипы бывают как очень слабыми, так и достаточно сильными, и за победу над ними герой получает разное количество золота и опыта.
Стоит отметить отдельно самого сильного нейтрального крипа в игре — Kongor. В его убийстве, как правило, участвует вся команда (хотя есть возможность убить его и в одиночку, зависит от предметов, уровня и способностей персонажа). При смерти из Kongor’а выпадает Token of Life, дающий подобравшему его персонажу мгновенное воскрешение при смерти. Token of Life, если не использован для воскрешения, будет находиться в инвентаре персонажа 7 минут, после чего автоматически исчезает, время «респауна» (англ. respawn) Kongor’а 10 минут. При третьем (и более) за игру убийстве Kongor’а помимо Token of Life из него выпадают Bananas, дающие возможность подобравшему их персонажу мгновенно восполнить очки жизни (hp).

## Герои
Под контролем игрока находится только один герой и, в отдельных случаях, небольшое количество призываемых существ или крипов. Герои имеют уникальный набор способностей. В начале игры каждый игрок выбирает себе героя. Все они разделены на классы по основной характеристике и по роли.
По основной характеристике герои делятся на три типа:
- Ловкачи. Их основная характеристика — ловкость. Характеризуются высокой скоростью атаки и повышенной физической бронёй;
- Силачи. Их основная характеристика — сила. Отличаются высоким базовым уроном и увеличенным запасом здоровья;
- Маги. Их основная характеристика — интеллект. Как правило, обделены здоровьем и бронёй, но могут похвастаться большим количеством маны и имеют сильные активные способности;

По роли герои подразделяются на следующие типы:
- Саппорт. Герой поддержки, не нуждающийся в большом количестве золота и имеющий способности, полезные в связке с другими героями, но не очень эффективные в бою один на один. Помогает другим героям, жертвует собой для спасения товарищей по команде, обеспечивает команду разведданными за счет «вардов»;
- Керри. Изначально слабый герой, сила которого быстро растет на протяжении всего матча. К концу игры керри зачастую может убить всю команду противника, если товарищи по команде обеспечивают ему преимущество, защищая его и обездвиживая противников;
- Инициатор. Герой, который с помощью своих способностей может внезапно обездвижить сразу несколько противников или нанести большой урон по площади;
- Ганкер. Герой, способный из засады или в бою один на один убить практически любого героя противника. В поздней стадии игры ганкеры обычно занимаются тем, что обезвреживают противников и позволяют своему керри убить их;
- Лесник. Герой, который имеет все необходимые способности для того, чтобы с самого начала матча сражаться с нейтральными крипами в лесу. В долгосрочной перспективе превращается в керри, инициатора или ганкера.

При озвучивании героев было использовано множество цитат из знаменитых фильмов:
- Pyromancer (alt avatar) «I like the smell of napalm in the morning» Apocalypse Now
- Pyromancer «U shall not pass» LOTR
- Glacius «Is it cold in here or is it just me» Demolition man
- The Gladiator «Shadows and dust» Gladiator

## Игровые режимы
Выбор героя зависит от режима (сленг. мод, от англ. mode — режим), выбранного хостом игры:
- All Pick (AP): игроки могут выбирать любого героя, кроме тех, которые уже выбраны;
- All Random (AR): игроки получают случайных героев. В этом режиме количество стартового золота увеличено на 250;
- Balanced Random (BR): игроки получают случайных героев, отобранных по особому алгоритму. В каждой команде получится по одному керри, инициатору, саппорту и ганкеру. Пятый герой для команды выбирается совершенно случайным образом. В этом режиме количество стартового золота увеличено на 250;
- Single Draft (SD): каждый игрок получает на выбор одного из трех случайно отобранных героев — силача, ловкача и мага. В этом режиме игроки не видят героев противника до старта игры;
- Banning Pick (BP): перед выбором героев капитаны команд запрещают каждый по четыре героя, которых они не хотели бы видеть в игре. После этого игроки по очереди выбирают себе героев из оставшихся;
- Blind Ban (BB): перед выбором героев каждый игрок запрещает по одному герою, которого он не хотел бы видеть в игре. Если кто-то не успевает запретить героя, запрещается случайно выбранный герой. После этого игроки выбирают себе героев из оставшихся. В этом режиме игроки не видят героев противника до старта матча;
- Shuffle Pick: режим, созданный специально для карты Rift Wars. Каждый игрок выбирает трех героев. В начале матча каждый игрок получает выбранного первым героя, со способностями, случайно выбранными из списка способностей всех выбранных героев. После смерти способности снова распределяются случайным образом;
- Blitz: режим, в котором герои выбираются аналогично Blind Ban. Во время матчей, откат способностей и их стоимость в мане сильно уменьшены, а урон от автоатак, скорость и регенерация увеличены;
- Random Draft (RD): Каждая команда получает 24 случайно выбранных героя. Игроки по очереди выбирают из этого списка;
- Banning Draft (BD): Аналогично Random Draft, но перед выбором героев капитаны команд запрещают по два героя, которых они не хотели бы видеть в игре;
- Lockpick: В этом режиме героев для игроков выбирают капитаны команд. Сначала капитаны запрещают по два героя. Они не видят, кого запретил капитан другой команды. Запреты могут совпадать. Далее, выбирают по три героя, составляя список отложенных героев. Теперь капитаны по очереди выбирают героев (кроме отложенных) первым трем игрокам своих команд. В конце капитаны выбирают оставшихся двух героев из списка отложенных;
- Captains Mode (CM): В этом режиме героев для игроков выбирают капитаны команд. Сначала капитаны запрещают по два героя, которых они не хотели бы видеть в игре, потом выбирают по очереди героев для первых трех игроков. После этого они запрещают ещё двух героев и выбирают из оставшихся.

В дополнение к игровым режимам существуют игровые модифицирующие опции. Например, duplicate heroes позволяет выбирать несколько раз одного и того же героя.

## Внутриигровая валюта
С выходом версии HoN 2.0 в игру ввели валюту, которая добывается посредством побед (или поражений) в рейтинговых матчах или же покупкой за реальные деньги. За внутриигровую валюту можно купить дополнительные аватары, смену ника и альтернативные озвучивания, а также флаги и иконки.
С выходом версии HoN 2.0.14 внутриигровую валюту разделили на Premium и обычную, первую можно купить только за реальные деньги, а вторую получить за выполнение определённых задач в игре.

## Анонс и разработка
В июле 2008 веб-сайт с логотипом «Heroes of Newerth» и логотипом «S2 Games» был обнаружен участником форума Savage 2: A Tortured Soul. Марк «Maliken» ДеФорест и другие сотрудники неформально объявили, что разрабатывают новую игру, не Savage 3, и сообщат подробности только по завершении продукта. Позже было подтверждено, что игра является ремейком карты Defense of the Ancients для Warcraft III в виде отдельной игры, со значительными графическими улучшениями, а также доработкой технической части. Началось закрытое тестирование игры.
22 августа 2009 стала доступной возможность предварительного заказа игры. 19 февраля, благодаря участившемуся мошенничеству, была закрыта возможность покупки предварительных заказов игры на английском сайте с помощью кредиток на территории СНГ.
2 сентября была открыта публичная версия официального сайта, в связи с чем было отменено соглашение о неразглашении информации закрытого тестирования.
1 апреля 2010 началось открытое тестирование игры. Теперь каждый желающий может зарегистрировать свой аккаунт.
12 мая 2010 закончилось бета тестирование. Состоялся релиз игры.
13 декабря 2010 вышла так называемая версия игры «Heroes of Newerth 2.0».
29 июля 2011 Heroes of Newerth перешла на систему Free-to-play.
1 февраля 2013 вышла версия HoN 3.0.
7 мая 2015 вышел патч 3.7 на 5-летие HoN’а.
В 2014 году компания Garena выкупила разработчиков игры из «S2 Games» и образовала «Frostburn studios»
В 2016 году состоялся основной HON Tour в Таиланде с призовым фондом в 140 000 $. В турнире участвовали 8 команд с различных регионов.
В конце 2017 года проект пустили на самотёк. Так, последний новостной пост на главной странице сайта игры был опубликован 13 декабря 2017 года. Также в начале 2019 года перестали выходить любые внутриигровые микротранзакции.
20 июня 2022 года официальные игровые сервера Heroes of Newerth прекратили свою работу.

## Сюжет
Действие игры разворачивается после событий войны Легиона и Звериной Орды (события Savage: The Battle For Newerth, Savage 2: A Tortured Soul). Легион (Legion) и Орда (Beast Horde) объединились для битвы с порождениями ада (Hellbourne). Каждая сторона представлена группой героев, как перекочевавших из игр серии Savage, так и новых.